# Azraq, Ahvaz
Azrag (în persană ازرگ, cunoscut și sub numele de Azrak, Azrak-e Yek, Azraq, și Azraq Hashish) este o localitate în districtul rural Jahad, districtul Hamidiyeh,  provincia Khuzestan, Iran. La recensământul din 2006, populația sa era de 274 de locuitori, în 43 de familii.